# اندری دانایف
اندری دانایف (اوکراینی: Андрій Валерійович Данаєв؛ زادهٔ ۱ سپتامبر ۱۹۷۹) بازیکن فوتبال اهل اوکراین است.
از باشگاه‌هایی که در آن بازی کرده‌است می‌توان به باشگاه فوتبال اوورلا اوژهورود و باشگاه فوتبال لخیا گدانسک اشاره کرد.